# Templo de Boise (Idaho)
El Templo de Boise, Idaho, es uno de los templos construidos y operados por la Iglesia de Jesucristo de los Santos de los Últimos Días, el número 29 construido por la iglesia y el segundo del estado de Idaho, ubicado en la ciudad de Boise. El templo de Boise es un punto de referencia visible para quienes viajan por la interestatal 84 así como para los pilotos de aviones que se disponen a tomar tierra en el aeropuerto internacional de Boise, capital del estado de Idaho. En dicho estado, la iglesia ha construido otros siete templos.

## Anuncio
Para fines de los años 1930, el presidente de la estaca en Boise era Ezra Taft Benson, quien inició con la iglesia conversaciones para construir un templo en la capital del estado de Idaho. Heber J. Grant visitó la ciudad de Boise donde se le ofreció varios posibles terrenos para un futuro templo. En vista que la población de fieles era mayor en el extremo este del estado, más próximo a Utah, la iglesia anunció la construcción del templo de Idaho Falls antes que el templo de Boise. Finalmente, la Primera Presidencia de la iglesia anunció los planes de construir un templo en Boise en un comunicado a los líderes locales el 31 de marzo de 1982, días antes de la conferencia general de la iglesia.

## Diseño
La iglesia había estado construyendo templos con un diseño de un único pináculo. Los primeros templos fueron construidos con seis torres, simbolismo del sacerdocio, comenzando con el Templo de Salt Lake City. Una forma muy simplificada de torres de sacerdocio contrastantes se expresa en los templos de Manti y Logan. El templo de Boise fue el inicio de la continuidad de la iconografía del sacerdocio con seis torres así como el diseño de los subsiguientes templos construidos en Frankfort, Johannesburgo, Lima, Portland, San Diego, Santiago, Estocolmo, Taipéi y Washington D. C. A diferencia de los templos que le precedieron, las agujas del templo de Boise están separadas del enmarcado del edificio.
El Templo de Boise fue el primero de numerosos templos más funcionales que se construyeron bajo la dirección de Spencer W. Kimball a mediados de los años 1980. Estos templos se construyeron con un nuevo diseño más pequeño que pretendía ser más eficiente en uso y operación. El diseño lo caracteriza un estilo gótico moderno con sus torres y numerosos arcos, aunque son más curvos que el característico estilo gótico.

## Construcción
Los líderes de la iglesia mormona habían estado manteniendo conversaciones sobre la construcción de un templo en el oeste de Idaho, al menos desde 1939. Pero la mayoría de los miembros de la iglesia en ese estado residían en el este, de modo que se construyó primero el templo en Idaho Falls. Tras el anuncio público, la iglesia en ese país buscó un terreno adecuado incluyendo varios que serían donados por devotos de la región. Sin embargo, la iglesia escogió en terreno que ofrecería mayor visibilidad y accesibilidad al edificio a orillas de una autopista interestatal y la ceremonia de la primera palada tuvo lugar en 1999. La construcción del templo de Boise siguió un diseño con un techo inclinado con seis pináculos. El templo fue diseñado para ser ubicado con la entrada principal del edificio dando la cara hacia la carretera principal de la comunidad. Sin embargo, el entonces presidente de la iglesia Spencer W. Kimball solicitó que la ubicación del edificio fuese rotada en 180 grados para que sus puertas principales le dieran la cara al oeste que es el extremo del terreno donde se ubica el estacionamiento.
Después de la introducción del diseño de seis pináculos usado para el templo de Boise, durante los cinco años siguientes se construyeron otros 14 templos que utilizaban una adaptación del diseño, entre ellos el templo de la Ciudad de Guatemala y el templo de Lima, Perú. El templo de Boise es el molde a partir del que se construyeron los templos de Chicago y Dallas, Texas.

## Dedicación

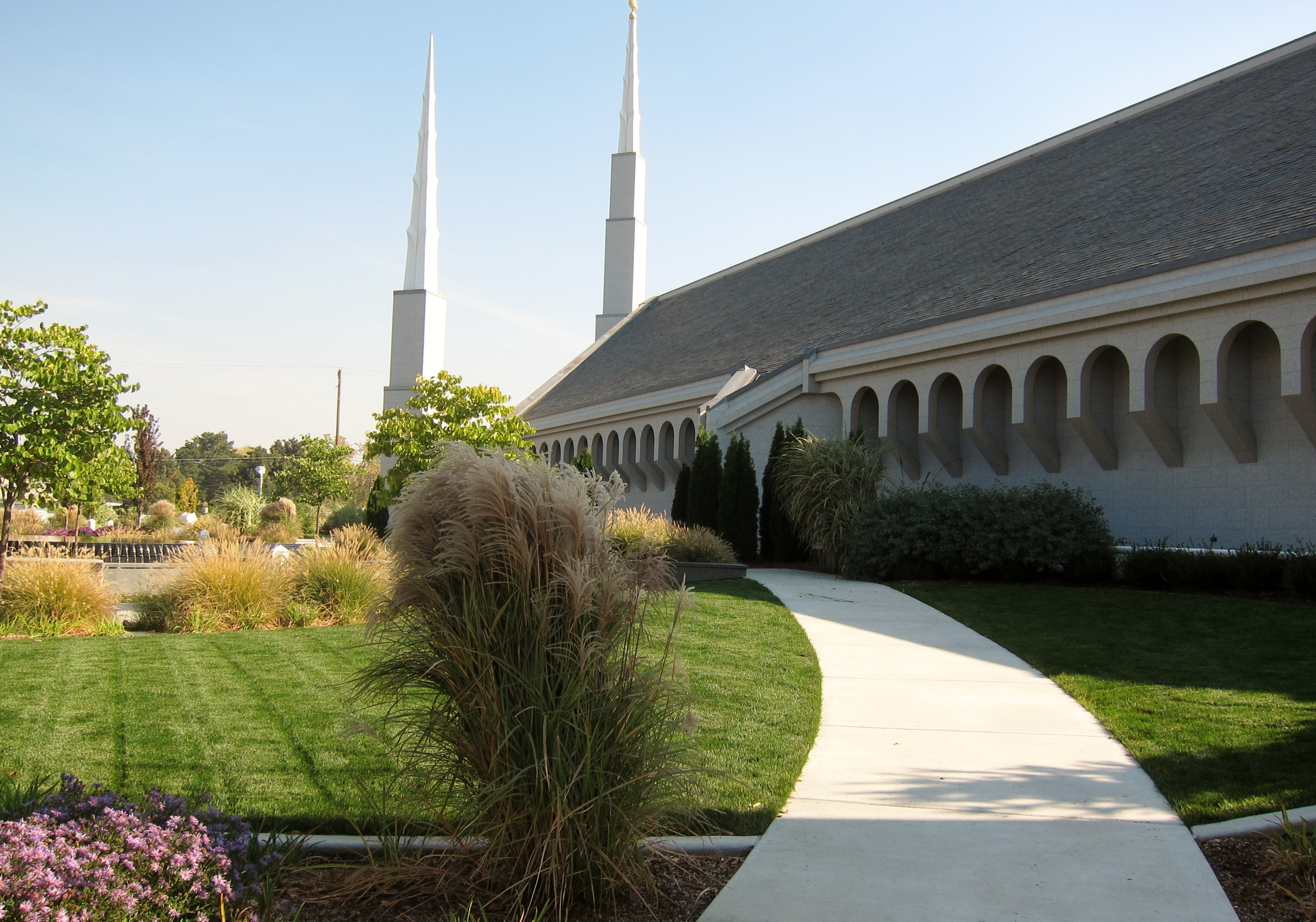
Fachada lateral del templo con sus arcos gáticos modernos.

El templo SUD de la ciudad de Boise fue dedicado para sus actividades eclesiásticas en 24 sesiones, del 25 al 30 de mayo de 1984, por Gordon B. Hinckley, la mayor cantidad de sesiones utilizadas para la dedicación de un templo desde la dedicación del templo de Salt Lake City. Con anterioridad a ello, del 5 al  7-12 de agosto de ese mismo año, la iglesia permitió un recorrido público de las instalaciones y del interior del templo al que asistieron más de 128.000 visitantes. Como la asistencia al templo excedió lo esperado por las autoridades generales de la iglesia, el templo se cerró en 1986 para renovación y re-dedicado en 1987.

## Renovación
La renovación del templo de Boise incluyó una ampliación de los vestuarios, una pila bautismal nueva para sus bautismos vicarios y una pequeña cafetería. El exterior más oscuro del templo ha sido reemplazado por granito blanco. Una nueva estatua con cobertura de oro del ángel Moroni se encuentra sobre la aguja más alta del templo. El interior del templo ahora presenta motivos florales y árboles de siringa, que se puede ver en el vidrio artístico y la pintura decorativa. Maderas duras de África y los Estados Unidos agregan calidez y ambiente al interior renovado del edificio. La re-dedicación fue realizada el 8 de noviembre de 2012 por Thomas S. Monson.

## Características
Los templos de la Iglesia de Jesucristo de los Santos de los Últimos Días son construidos con el fin de proveer ordenanzas y ceremonias consideradas sagradas para sus miembros y necesarias para la salvación individual y la exaltación familiar. El templo de Boise tiene un total de 3.282 metros cuadrados de construcción, contando con cuatro salones para dichas ordenanzas SUD y cuatro salones de sellamientos matrimoniales.
El templo de Boise es utilizado por más de 100.000 miembros repartidos en las estacas afiliadas a la iglesia en el suroeste de Idaho y el este del estado de Oregón.